# SA-15导弹

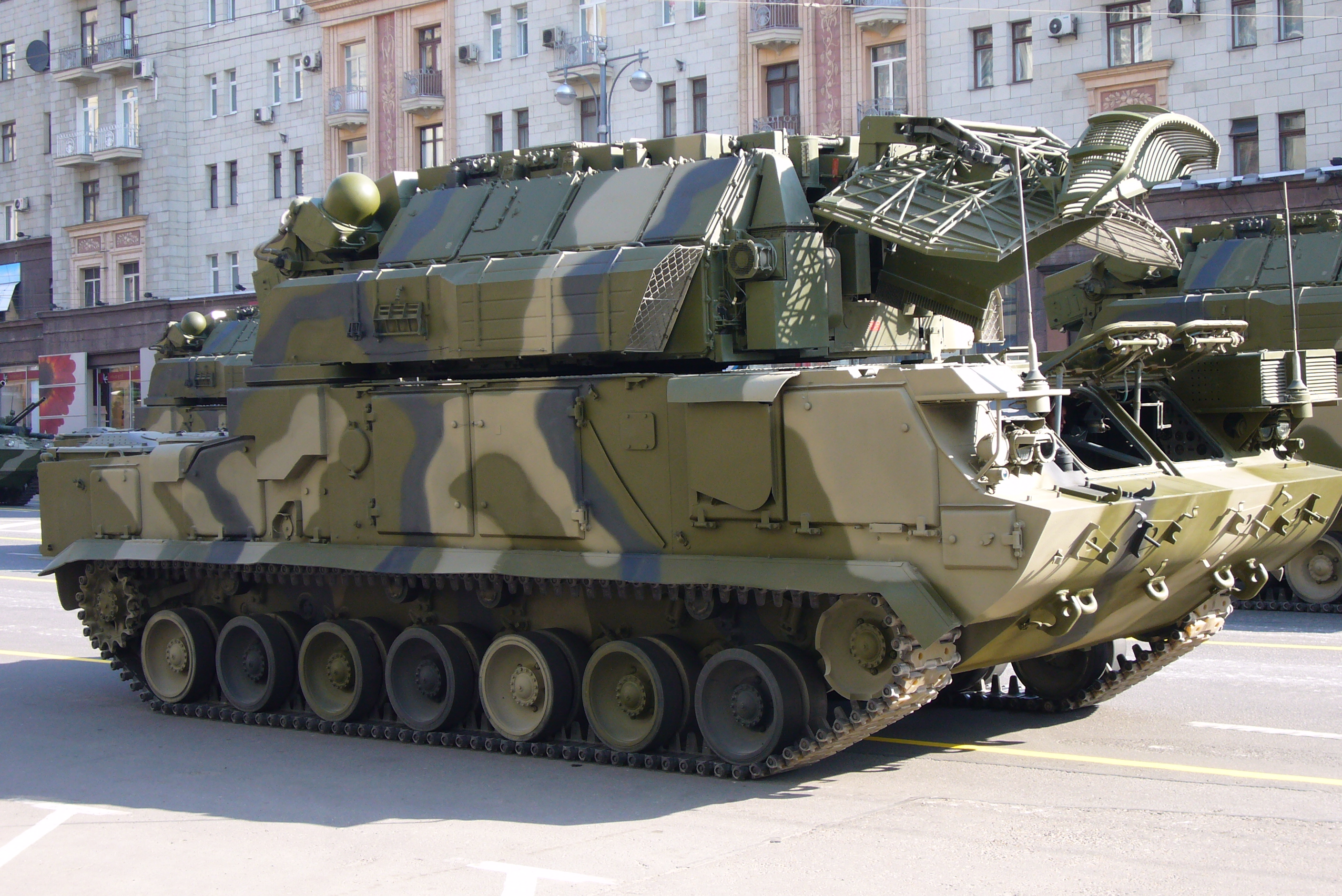
9K331 “道尔-M1” 地对空导弹系统

9K330防空導彈，北約代號 SA-15 Gauntlet（SA-15 臂铠）即為道尔导弹系统（俄语：Тор；意为环面），是俄罗斯製造的中低空地对空导弹系统，用于击落飞机、直升机、巡航导弹、精确制导弹药、无人机、弹道导弹等。替换落后的9K33 黄蜂系统。道尔导弹系统原型由俄罗斯国防部正式授予的型号是9K330。具有全天候昼夜作战、三防、空运部署能力。2007年单价约为2500万美元。

## 规格

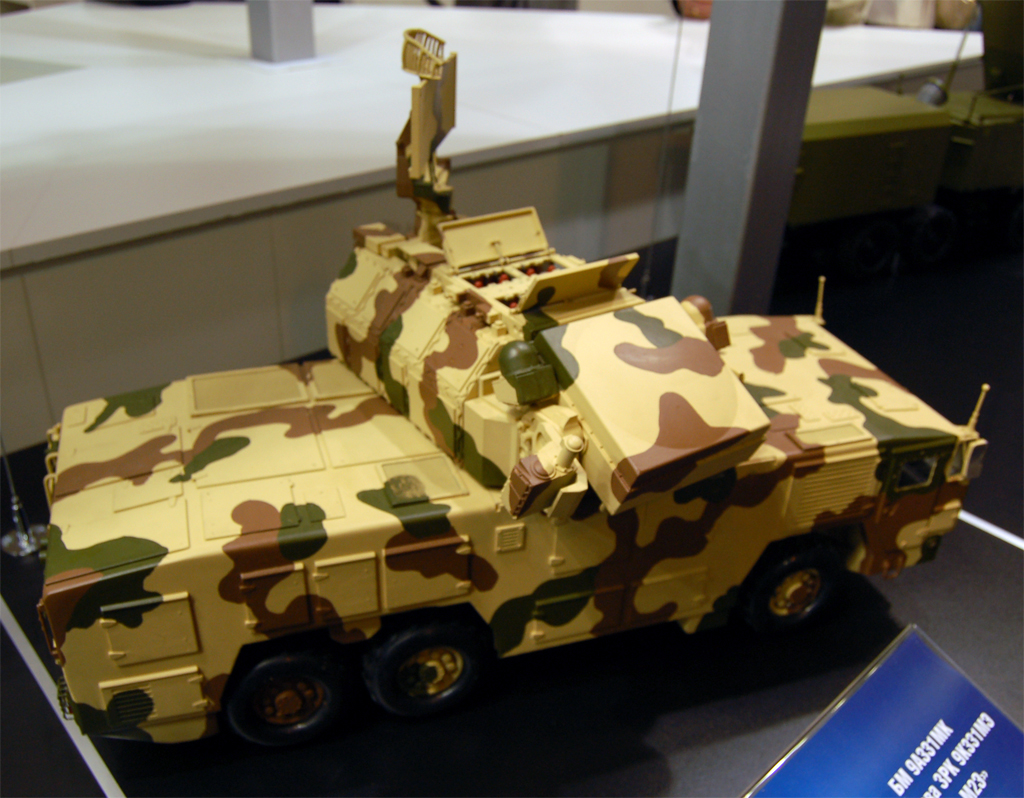
9K332 “道尔-M2”

每套9K331车载系统是一整套运输、发射、雷达全功能单元（9A331），可以独立完成防空作战，也可集成入更大的防空系统协同作战。车载8发垂直发射导弹，装在两部容器中，每部容器有4发导弹。车载现代化的相控阵雷达，可跟踪24公里远处的空中目标，最大射程12公里，最小射程100-2000米（各种型号有差异），有效作战高度10-6000米。9K331车载系统与9K22通古斯卡（俄语：Тунгуска）使用相同的GM-569履带式底盘，三名乘员分别是车长、系统操作员、驾驶员，乘员舱位于车体前部，中部为大型盒式无人炮塔，车体后部为发动机舱，6个双轮毂覆橡胶承重轮，3个托带轮，驱动轮后置。12缸发动机，最大行程500千米，最大时速65千米，车重34吨，车长7.5米，车高5.1米（雷达竖起），车宽3.3米。
9K331系统从发现目标到开火的作战反应时间5-8秒。在行军状态可以发现、跟踪目标，但只有在静止支撑状态才能发射导弹，因此行军状态的作战反应时间需要10秒。静止状态下可关闭主发动机，使用75千瓦燃气轮机辅助动力系统（APU）为雷达与导弹系统提供电源，长期处于作战待命状态。
“道尔”系统的计算机控制系统的性能相当于美国爱国者导弹系统。可对目标按威胁程度自动分类，高精度快速反应拦截小型高速高机动目标。西方国家同类的野战近程防空系统为英国的短劍飛彈、法国的响尾蛇导弹。
除了履带式自走系统，还有安装在卡车上的"道尔-M2"。

## 导弹

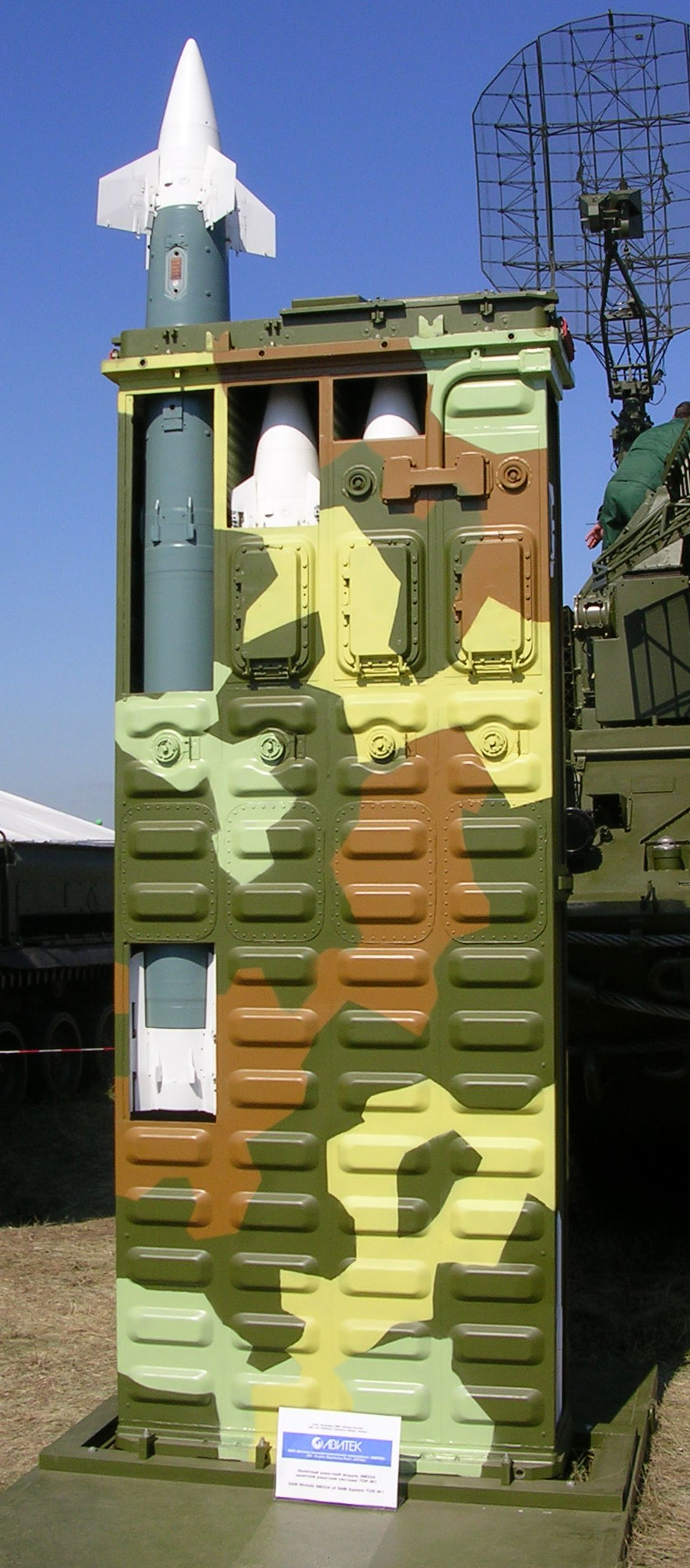
9M330导弹

道尔系统使用的9M330导弹，长3.5米，弹径23.5厘米，重167千克。战斗部重15千克，最高速度为2.8马赫（850米／秒），指令制导方式，无线电近炸引信，最大过载30G，可击落2马赫速度的目标。导弹存储于免维护工厂密封发射筒中，冷发射到18-20米高度后单级固体火箭发动机点火，气动力舵控制导弹飞向目标。导弹再装填由专用的运输-装填车完成。
目前的道尔最新型号的杀伤率：
- 92%-95% 对飞机
- 80%-96% 对直升机
- 60%-90% 对巡航导弹（有效射程5公里）
- 70%-90% 对精确制导武器（激光制导炸弹，滑翔炸弹等）
- 90% 对无人飞机

## 雷达
道尔战斗车上装备两种雷达：
- 橄榄球传锋（Scrum Half） E/F波段脉冲／多普勒相控阵搜索雷达，最大探测距离15千米，可探测48个目标，自动跟踪其中最危险的10个目标，雷达具有敌我识别功能。
- 橄榄球传锋（Scrum Half） G/H波段（新型使用K波段）相控阵制导雷达，最大工作距离20千米，制导2个目标。

导弹发射后到制导雷达捕获前，由一部小型指向天线发射控制指令。搜索雷达可向下折叠90度至水平位置以降低行军时车辆高度。跟踪雷达可部分转离垂直位置以降低高度。制导雷达右下方有一套光学跟踪系统，作用距离20千米，用于强电子干扰环境下替代雷达工作。
海军舰载型号系统使用雷达：
- 3R95 Cross Swords (十字剑) G-波段搜索雷达（最大探测距离45千米）
- 3R95 Cross Swords (十字剑) K-波段制导雷达（最大探测距离15千米）.

## 用途
- 典型的一个道尔导弹连配备四部运输-发射-雷达战斗车与一部机动式 Ranzhir-M（俄语：Ранжир-М）作战指挥车，用于有效地在多部道尔战斗车间分配作战任务。
- 道尔-M1是低空中程防空系统。此外近程防空是弹炮合一通古斯卡系统与ZSU-23-4 石勒喀河自行高炮，中程防空則是SA-11。

## 型号
- 9K330 "道尔"：使用9M330导弹，最小射程2公里，1986年部署。
- 9K331 "道尔-M1"：使用9M331导弹，最小射程1.5公里，1991年部署，导弹精度有了很大改进，具有同时与双目标交战能力，北约命名为SA-15B。
- 9K332 "道尔-M2"：2008年开始服役，包括搜索雷达在内的全面升级版，安装在卡车上，使用9M332导弹，最小射程1公里。
- 紅旗-17地對空飛彈系統：改良自俄製道爾M1防空導彈系統，用于替换老旧的红旗-61近程防空导弹。解放军在批量装备俄制道尔-M1型低空野战防空导弹系统的同时引进所有技术资料，并将其进行国产化，生产编号为“红旗-17”。

3K95 "匕首"（俄语：Кинжал）是海军型道尔，北约代号为SA-N-9 臂铠。装备于库兹涅佐夫号航空母舰、基洛夫级巡洋舰、无畏级驱逐舰和不惧级护卫舰，用于抗击从舰队区域防空漏网的敌空中目标。可同时制导4枚导弹，舰载搜索雷达探测范围45公里。采用8联装转轮垂直发射系统阵列。某些报道称3K95使用红外辅助制导系统。
海军版道尔-M1俄方名称：“刺猬”（俄语：Ёж）。出口型号俄方名称：“利刃”（俄语：Клинок，又译为克里诺克）。

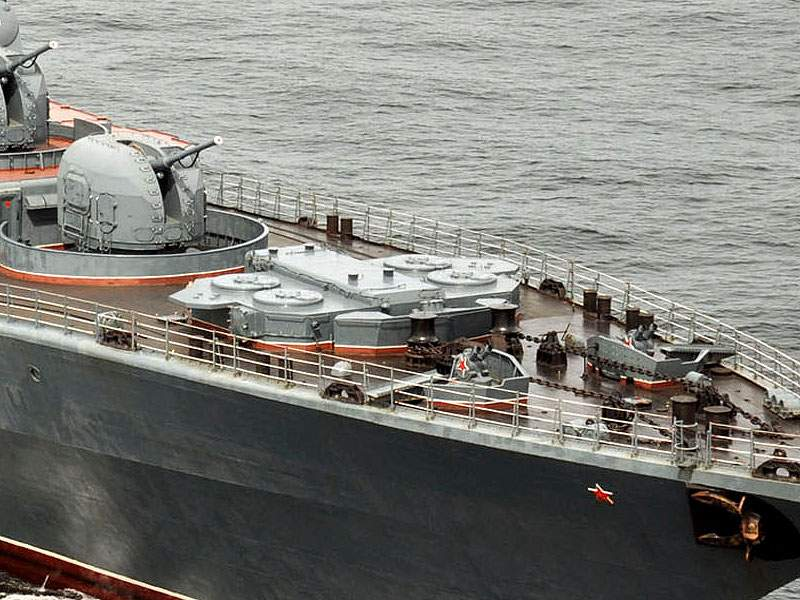
无畏级驱逐舰上的SA-N-9防空导弹系统

## 參戰歷史

### 烏克蘭752航班
- 烏克蘭國際航空752號航班在伊朗被此飛彈擊落

### 俄羅斯入侵烏克蘭
自莫斯科號巡洋艦沉沒後，黑海艦隊在沒有配備艦載防空系統的22160型巡邏艇的飛行甲版放了一輛9K330 道爾（Tor）防空飛彈車，作為額外增加的防衛系統。
據獨立監測組織Oryx稱，截止2025年6月俄羅斯至少損失了60組「道爾」防空飛彈。

## 用戶

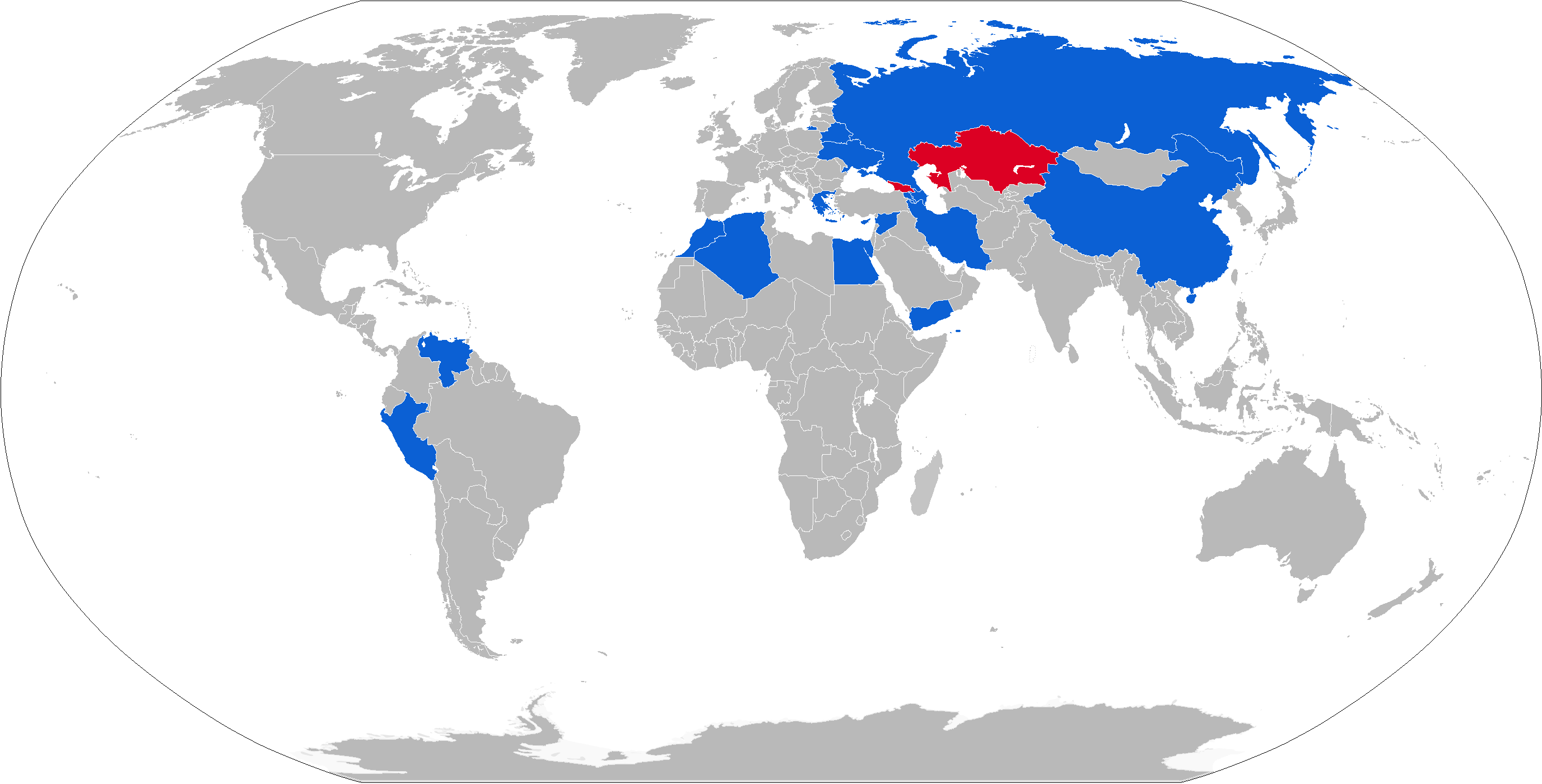
藍為現役用戶，紅為前用戶

### 現役用戶
- 阿尔及利亚 – Tor M2E, deliveries in 2018[3]
- – Several batteries of Tor-M2E.[4]
- 亞美尼亞 – At least 2 combat vehicles procured in 2019[5]
- 白俄羅斯 – 2 batteries (4 vehicles each) delivered as of 10 January 2013. Third battery delivered in 2013.[6][7] +5 Tor-M2K ordered in 2016 and delivered in 2018.[8][9] Additional systems were delivered and ordered in 2016 and 2017.[10] 5 batteries of Tor-M2EK as of late 2018[來源請求]
- 中国 – 35[11] 60 9К331 «Tor-M1» in 2013.[12] Superseded by the HQ-17.
- 賽普勒斯 – 6[11]
- 埃及 – 16 M1s[13][14]+ at least one M2s in service[15]
- 希腊 – 25 systems, 100 CVS, 84 Hellenic Army, 16 Hellenic Air Force [16][11]
- 伊朗 – 29[17]
- 摩洛哥[18]
- 緬甸 – Three battalions of Tor-M1 missile systems are deployed in a point-defence role for critical areas[19]
- [來源請求]
- 秘魯 [20][21]
- 俄羅斯 – 171[22] 116 Tor-M1-2Us and M2s were delivered in 2012–2017.[23] 6 Battalions of Tor-M2 consisting of 12 combat vehicles each were delivered as of 2019.[24] More Tor-M2 (9K332) and Tor-M2DT (9K331MDT) in production.[25][26]
- 叙利亚[27]
- 乌克兰：俄烏戰爭中至少擄獲6臺[28]
- 委內瑞拉：截止2012年共有12臺[29]，已訂購26臺[30][31]
- ：道尔-М2К (9К332МК)，2023年年初加入哈萨克斯坦防空部队。

### 前用戶
- 苏联
- [32][33]